# 815年の条約
815年の条約は、ブルガリア帝国のハン・オムルタグと東ローマ帝国の皇帝レオーン5世との間に結ばれた和平条約である。先代ハーンクルムの死によって締結された。

## 締結
クルム・ハンの下、連戦連勝を続けたブルガリア軍だったが、コンスタンティノープルの城壁を超えることができずにいた。また、ブルガリアも首都プリスカが壊滅するなど疲弊がたまっていた。こうした状況の中、戦争を推し進めていたクルムが急死したため、両国の間で和平の機運が高まり、和平条約が結ばれることになった。この条約で国境線の制定と捕虜の交換が行われた。820年には、危険が迫った場合には援軍を提供し合うという取り決めが追加された。823年に起こったトマスの乱の際には、この条約によってブルガリアが反乱鎮圧のための援軍を差し向けた。